# Saint-Maurice-des-Lions
 Saint-Maurice-des-Lions  là một xã ở tỉnh Charente phía tây nước Pháp. Xã này có diện tích 50,08 kilômét vuông, dân số năm 1999 là 932 người. Khu vực này có độ cao 160 mét trên mực nước biển.